# Dysphania fruhstorferi
Dysphania fruhstorferi är en fjärilsart som beskrevs av Johannes Karl Max Röber 1895. Dysphania fruhstorferi ingår i släktet Dysphania och familjen mätare. Inga underarter finns listade i Catalogue of Life.